# Pont de Haiyin
Le pont de Haiyin (chinois simplifié : 海印 大桥 ; chinois traditionnel : 海印 大橋 ; pinyin : Hiyìn dàqiáo) est un pont haubané en semi-harpe traversant la rivière des Perles en Chine, à Canton.
Le pont a été achevé en 1988 et relie le district de Haizhu à celui de Yuexiu.